# Sunderland Central (circonscription britannique)
La circonscription de Sunderland Central est une circonscription située dans le Tyne and Wear, et représentée à la Chambre des communes du Parlement britannique depuis 2010 par Julie Elliott du Parti travailliste.